# Catastrophe

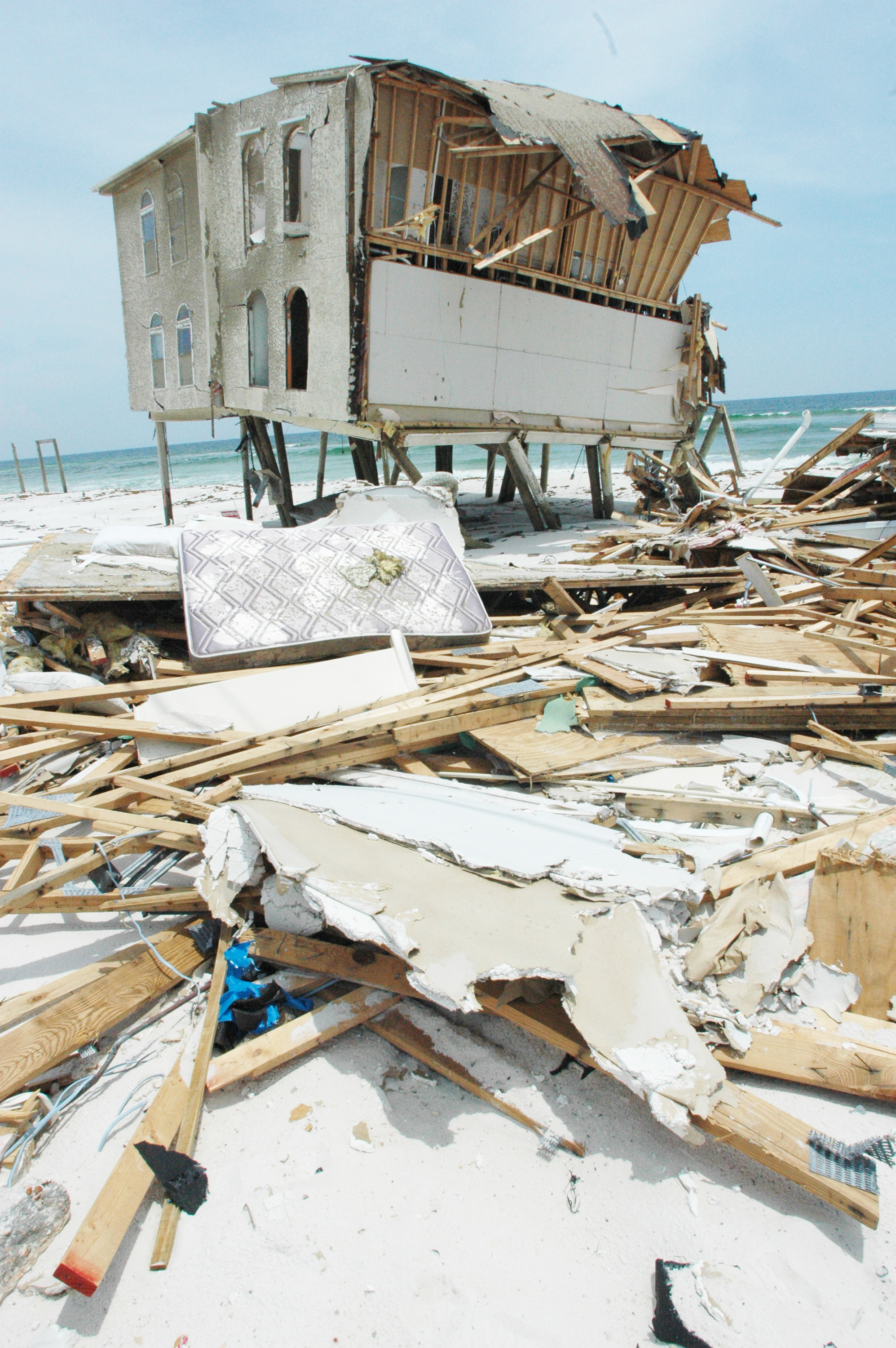
Dégâts causés par l'ouragan Dennis en Floride en 2005.

Le terme catastrophe désigne les effets dommageables d'un phénomène brutal, durable ou intense, d'origine naturelle ou humaine. Il vient du grec ancien καταστροφή / katastrophḗ, « bouleversement, ruine ». Les conséquences de la catastrophe – le fait catastrophique – sont dans la fracture de la continuité organisée et du confort acquis. On distingue tout particulièrement les situations incluant pertes humaines et destructions à grande échelle. 
La singularité et l'ampleur du désastre que provoquent les grandes catastrophes affectent les esprits des populations concernées. Aujourd'hui, elles apparaissent au travers des médias. Auparavant, elles entraient dans les mythes et légendes, à l'image du récit du déluge. Dans le théâtre grec, la catastrophe était la dernière des cinq parties de la tragédie, le dénouement où le héros recevait sa punition, généralement funeste (catharsis). 
Les catastrophes ont souvent pour conséquence de nouvelles réflexions sur les moyens à mettre en œuvre pour les éviter ou pour en atténuer les effets désastreux. Ces réflexions, qui ont abouti notamment à la formulation du principe de précaution et de prévention, peuvent aboutir à la création de nouvelles normes ou de nouvelles contraintes légales, mais aussi à la mise en œuvre de moyens publics (plans de prévention, systèmes de détection (par exemple, pour les tsunamis), ouvrages de protection tels que des digues, des barrages, des refuges...).
Vu sous l'angle de la réaction humaine, il n'y a pas une grande différence entre une catastrophe et un accident : l'accident est certes ponctuel et beaucoup plus individuel, mais sa fréquence entraîne des réactions comparables : normalisation, contrainte, moyens préventifs... (par exemple, c'est pour prévenir et réduire les accidents routiers que l'on normalise (le Code de la route) et que l'on cherche à limiter les conséquences d'un choc : ceinture de sécurité, coussins gonflables, structures déformables...).
Il est possible de distinguer, schématiquement, deux familles de catastrophes, se distinguant par leurs causes :
- les catastrophes naturelles concernent des évènements climatiques, sismiques ou astronomiques majeurs ;
- les catastrophes liées aux activités humaines, qui sont parfois bien plus dévastatrices.

Cette distinction demeure néanmoins artificielle, puisque l'impact des catastrophes dites naturelles dépend largement du facteur humain (ainsi, les inondations sont plus dangereuses lorsque les mangroves ont été détruites ou que l'on s'expose volontairement à l'aléa parce qu'on a construit en terrain inondable ; de même, les tremblements de terre font des dégâts différents selon le type de construction adoptée, l'usage de normes anti-sismiques, etc.).

## Définitions
La Stratégie internationale de prévention des catastrophes des Nations unies (en) donne pour définition d'une catastrophe la « rupture grave du fonctionnement d'une communauté ou d'une société impliquant d'importants impacts et pertes humaines, matérielles, économiques ou environnementales que la communauté ou la société affectée ne peut surmonter avec ses seules ressources. ».
L'Organisation des Nations unies définit le « risque de catastrophe » comme « la perte potentielle de vies, de blessures ou de biens détruits ou endommagés qui pourraient survenir à un système, à une société ou à une communauté au cours d'une période de temps spécifique, déterminée de manière probabiliste en fonction du danger, de l'exposition, de la vulnérabilité et de la capacité » (UNDDR, 2022).

## Catastrophes naturelles

### Statut juridique
En France, le statut officiel de « catastrophe naturelle » par l’« arrêté de catastrophe naturelle » permet de débloquer les indemnisations et de faire jouer les assurances.

### Impact et occurrence
La mortalité due aux catastrophes naturelles a augmenté de 60 % entre les années 1980 et les années 2000 et le nombre de catastrophes a été multiplié par 3 en 50 ans, avec un coût qui a atteint 1 600 milliard de dollars de 1980 à 2009.
De 1994 à 2004, elles ont touché 2,8 milliards de personnes et causé la mort de 796 408 personnes (dont 226 408 par le tsunami de décembre 2004 dans le Sud-est asiatique), et des pertes économiques estimées à 849 milliards de dollars. Outre les décès et les blessures physiques, les catastrophes ont un impact psychique non négligeable et qui désormais fait souvent l'objet d'une prise en charge spécifique appelée démarche psychosociale. La très grande majorité — 95 % — des victimes se trouvent dans les pays les plus pauvres, parce que ces régions sont très exposées, mais surtout en raison de l'absence de réseau d'alerte, un développement urbain anarchique et un défrichage des terres favorisant les inondations et glissements de terrain. Ces catastrophes peuvent laisser des traces irréparables dans le paysage (exemple des météores ou encore sécheresse de la mer Morte) d'autres ont des effets plus modérés qui disparaissent au bout de quelque temps (incendies, inondations).
De 2000 à 2010, le nombre de catastrophes naturelles a encore nettement augmenté, en particulier en zone côtière. Les catastrophes dites « climatiques » ont le plus augmenté et constituent environ 70 % du total des catastrophes naturelles, soit presque le double d'en 1990. En 2009, les inondations et autres catastrophes liées à l'eau, ont compté pour 53 % du nombre total de catastrophes naturelles. Le nombre de victimes de catastrophes météorologiques comme les cyclones tropicaux avait augmenté de 220 % par rapport à 2008, surtout en Asie qui a concentré en 2009 plus de 40 % de ces phénomènes.   
En 2011, l'ONU recense 302 catastrophes naturelles qui ont causé la mort de 29 782 personnes dont 20 943 ont péri lors d'un tremblement de terre, l'immense majorité lors du séisme de 2011 de la côte Pacifique du Tōhoku. Elles ont causé un total de 366 milliards de dollars américains (soit 286 milliards d’euros) de dégâts. 
La Banque mondiale et l'université Columbia ont identifié 86 pays à haut risque de cyclones tropicaux, tremblements de terre, inondations, sécheresses, incendies, éruptions, glissements de terrain, etc. Les risques croissent plus vite dans les pays à revenus moyens ou faibles et aux économies en forte croissance et les États fragiles, petits ou pauvres ont de moindres capacités de résilience.

### Catastrophes climatiques
L'atmosphère terrestre est une mince pellicule gazeuse composée principalement d'oxygène, d'azote et de vapeur d'eau. Elle recouvre le globe et est soumise à deux facteurs principaux : l'apport d'énergie du Soleil et la rotation de la Terre. La différence de température entre l'équateur et les pôles crée des différences de pression qui mettent l'air en mouvement. La rotation terrestre dévie ce mouvement, et crée des systèmes dépressionnaires de tailles diverses et des anticyclones.

Les derniers jours de Pompéi.

Dans les premiers, la condensation de la vapeur d'eau va donner des nuages et des précipitations. Leur rotation génère également des vents qui peuvent être puissants et non seulement détruire directement mais également causer des vagues déferlantes. Dans les seconds, l'air est sec et le ciel dégagé, ce qui peut être intéressant pour quelques jours mais peut provoquer des sécheresses. 
Les catastrophes climatiques sont essentiellement l'effet de ces systèmes sur l'environnement humain. Elles prennent diverses formes : 
- dégâts à large échelle des cyclones tropicaux (typhons, ouragans), des tempêtes majeures des latitudes moyennes ou des ondes de tempête ;
- effets à large échelle de la sécheresse, de la désertification, des vagues de froid ou des canicules ;
- dégâts de petite ou moyenne échelle par des épisodes de tornades, par des inondations dues aux pluies torrentielles sous orages ou par les avalanches.

Ces catastrophes sont appelées à être plus fréquentes et à toucher plus de personnes à cause de l'augmentation de la population dans les zones à risque et les changements climatiques dus au réchauffement de la planète.

### Inondations et raz-de-marée
- 1219 : l'inondation de Grenoble causée par la rupture d'un barrage naturel au débouché de la plaine du Bourg-d'Oisans. Ce barrage s'est formé à la suite d'un mouvement de terrain de grande ampleur. Les matériaux accumulés forment un embâcle qui interrompt l'écoulement de la Romanche, provoquant ainsi la formation d'un lac en amont, dans la plaine du Bourg-d'Oisans. Lors de la rupture naturelle de ce barrage, la débâcle a dévasté la ville de Grenoble.
- 1421 : l'inondation de la Sainte-Élisabeth en Hollande et Zélande dévaste des dizaines de villages et cause entre 2 000  et   10 000 mortsrisques majeurs.
- 1643 : « Le troixiesme de janvier dudit an 1643, est arrivé une si grande inondation que les pais de Brabant, Namur, Liege et aultres ont esté fort endommagé »[8].
- 1755 : le tremblement de terre de Lisbonne de 1755 au Portugal est l'un des plus destructeurs et des plus meurtriers de l'histoire : on dénombre entre 50 000  et   100 000 victimes. La secousse fut suivie par un tsunami et des incendies, qui détruisirent la ville de Lisbonne dans sa quasi-totalité.
- 1856 : l'inondation du Rhône et de la Loire en 1856 constitue une des bases de références pour déterminer la zone inondable par les crues dites centennales.
- 1861 : l'inondation de la mine de Bessèges dans le Gard, à la suite d'un débordement de la Cèze, fait 140 morts.
- 27 août 1883 : l'éruption du Krakatoa provoque un raz-de-marée qui par endroits culmine à 40 mètres de haut. Un bateau, la Berouw, ancré dans la baie de Sumatra au large de Telukbetung fut retrouvé à trois kilomètres des côtes à une altitude de 10 mètres. Le monde entier l'a ressenti, et sur les côtes de l'Atlantique Nord, on a pu observer une vague de 12 mètres.[réf. souhaitée]
- en 1900, la ville de Galveston du sud des États-Unis est frappée par un ouragan qui fait plus de 8 000 morts. C'est jusqu'en 2008 la plus grave catastrophe naturelle de l'histoire des États-Unis.
- 20 et 21 janvier 1910 : crue du Doubs.

- janvier 1910 : inondation de Paris, la crue de la Seine inonde 500 hectares de la capitale française.
- 1931 : inondations en Chine, les plus meurtrières du siècle.
- la nuit du 31 janvier au 1er février 1953 : un raz-de-marée cause 1 800 morts dans le sud-ouest des Pays-Bas.
- 2 décembre 1959 : Rupture du barrage de Malpasset (France, Var).
- 17 février 1962 : de graves inondations de l'Elbe causent 300 morts à Hambourg en Allemagne.
- 25 septembre 1962 : pluies torrentielles et crue du Ripoll dans la comarque du Vallès Occidental en Catalogne, Espagne, un millier de morts
- 26 novembre 1967 : des pluies torrentielles à Lisbonne au Portugal, plus de 450 morts.
- 20 octobre 1982 : La pantanada de Tous, à Valencia, Espagne, la Júcar a une crue de 16 000 m3/s.
- juillet 1996 : déluge du Saguenay ; d'importantes pluies causent la rupture de plusieurs ouvrages de retenue des eaux dans la région de Saguenay, au Québec, tuant dix personnes et causant des dommages évalués à 1,5 milliard $CAN.
- automne 1998 : inondations du Yangzi Jiang en Chine
- août 2002 : inondations de l'Elbe et du Danube
- septembre 2004 : Haïti, 3 000 morts après le passage de l'ouragan Jeanne.

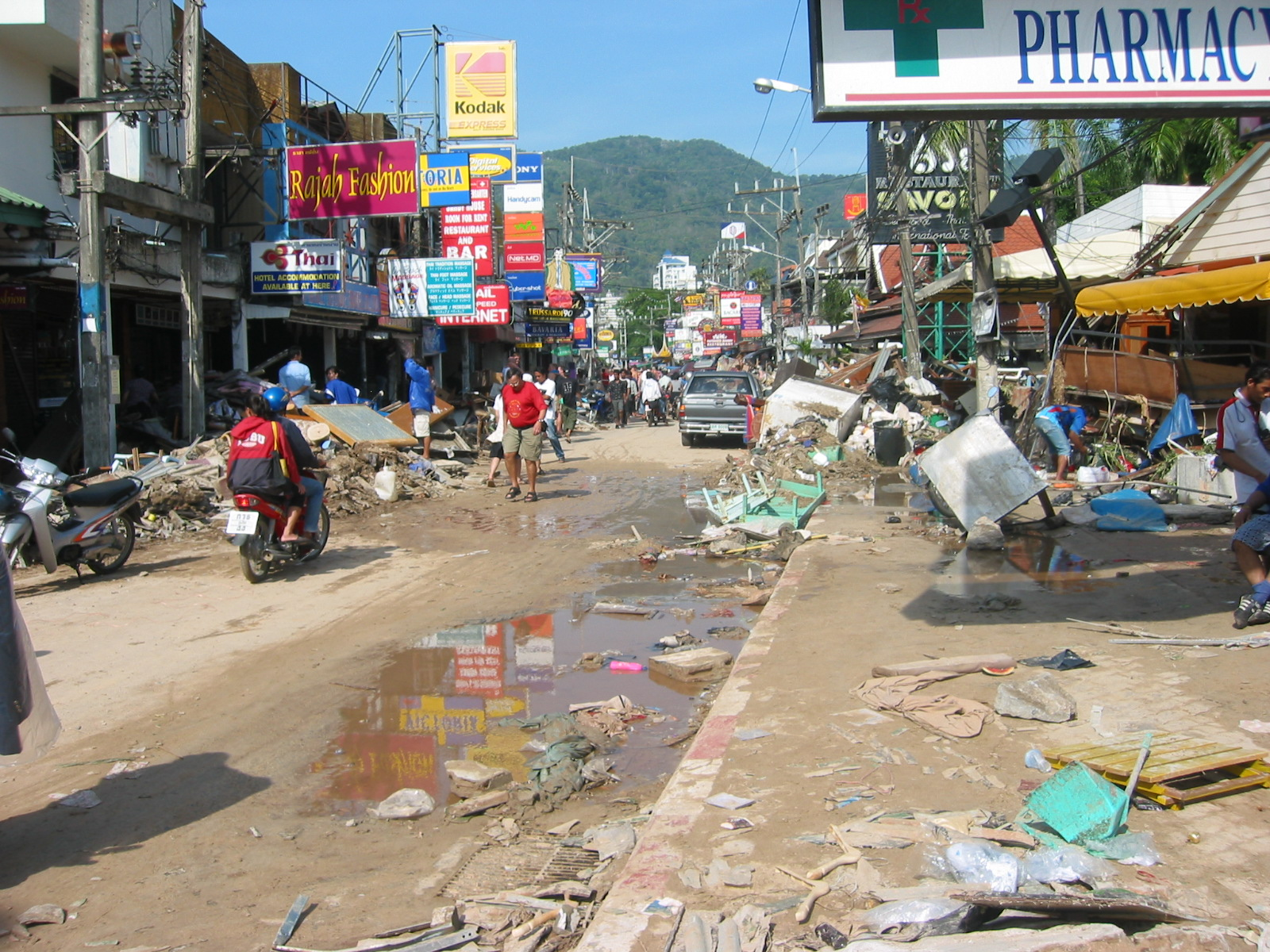
Rue dévastée de Phuket, Thaïlande, après le tsunami lié au tremblement de terre sous-marin

- 26 décembre 2004 : Malaisie, Thaïlande, Sri Lanka et Inde; 226 408 morts dans le raz-de-marée associé au tremblement de terre de Sumatra (magnitude supérieure à 9) (voir tremblement de terre du 26 décembre 2004)
- juillet 2005 : des inondations catastrophiques provoquées par la mousson font au moins 1 023 morts[9] dans des éboulements et des glissements de terrain dans l'État du Maharashtra, à l'ouest de l'Inde. Bombay est paralysée par 944,2 mm d'eau tombés le 24 juillet 2005.
- août 2005 : des inondations en Europe ont fait au moins 70 morts.
- 26 août 2005 : l'ouragan Katrina ravage le sud des États-Unis faisant 1 800 morts.
- 10 juillet 2006 : le typhon Ewiniar provoque des inondations catastrophiques en Corée du Nord faisant 54 700 morts.
- mai 2008 : le cyclone Nargis provoque des inondations faisant plus de 138 000 morts en Birmanie.
- août 2008 : de fortes pluies de mousson font 1 275 morts en Inde.
- novembre 2008 : des inondations catastrophiques font 99 morts et 78 000 sans-abris dans l'État de Santa Catarina, au Brésil[10].
- février 2010 : en Vendée, Charente-Maritime et Bretagne dû à la tempête Xynthia, faisant 52 morts.
- 26 juillet 2010 : inondation au Pakistan, la plus catastrophique de son histoire
- 11 mars 2011 : séisme de 2011 de la côte Pacifique du Tōhoku, qui déclenche un tsunami colossal, atteignant par endroits plus de 30 mètres et s'avançant jusqu'à 10 km à l'intérieur des côtes. Bilan des pertes humaines de l'ordre de 20 000 morts et disparus.

### Catastrophes sismiques

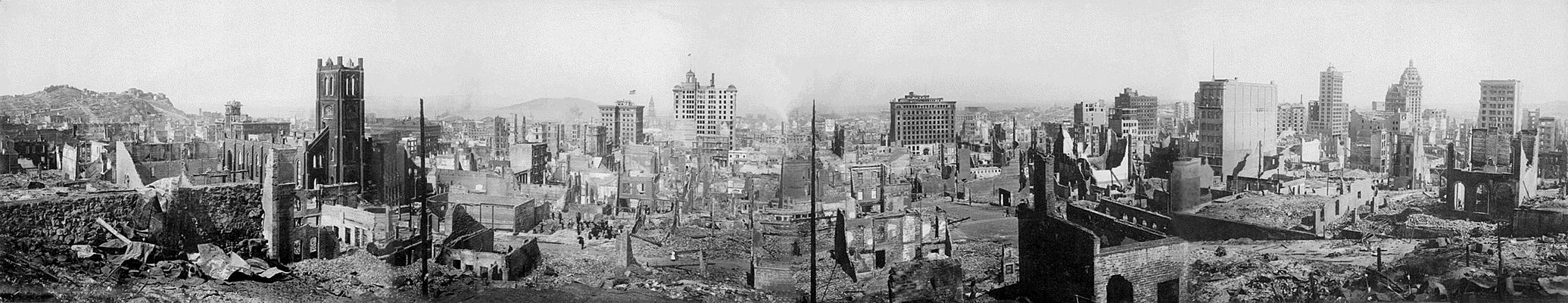
Tremblement de terre de 1906 à San Francisco.

### Éruptions volcaniques
- 1500 av. J.-C. : l'éruption du Santorin détruit la ville crétoise d'Akrotiri (une vague géante provoquée par l'explosion du volcan a traversé la Crète du nord au sud)
- 24 août 79 : l'éruption du Vésuve détruit la ville de Pompéi. Environ 30 000 morts.
- 1257 : l'éruption du Samalas (île de Lombok, Indonésie), est considérée comme la plus violente des derniers millénaires. Elle a soulevé environ 40 km3 de DRE (dense rock equivalent)[11].
- 1783-1784 : l'éruption des Lakagígar, en Islande, provoque de sérieuses perturbations climatiques dans le monde entier, et cause la mort par la faim de milliers de personnes, en particulier en Europe.
- 10 avril 1815 : l'éruption cataclysmique du mont Tambora en Indonésie, fit exploser le sommet qui perdit 1 500 mètres d'altitude. Plusieurs dizaines de milliers de personnes moururent, soit directement, soit à la suite du bouleversement climatique mondial qui suivit (famine à la suite de « l'année sans été »). Les cendres recouvrent un territoire grand comme la France. Cette éruption est considérée comme la deuxième éruption la plus violente des temps historiques[11].
- 27 août 1883 : l'éruption du Krakatoa recouvre la capitale de l'Indonésie, Batavia (à l'époque), de cendres et provoque un raz-de-marée.
- 8 mai 1902 : l'éruption de la montagne Pelée (Martinique) détruit la ville de Saint-Pierre. Environ 30 000 morts.
- 13 novembre 1985 : l'éruption du Nevado del Ruiz (Colombie) détruit la ville d'Armero. Environ 24 000 morts.

### Chutes de météorites
La chute de météorites d'une certaine taille peut causer des dégâts considérables sur une zone très étendue : les dégâts causés par la chute d'un tel objet en 1908 en Sibérie (voir catastrophe de Toungouska) ont ravagé plusieurs milliers de kilomètres carrés dans une zone inhabitée.
Jusqu'en 2013, on ne déplorait pas de catastrophe majeure dans une zone habitée (il n'est toutefois pas exclu que quelques cas isolés de personnes tuées par la chute d'objets célestes aient pu survenir). Le 15 février 2013, le météore de Tcheliabinsk a cependant provoqué d'importants dégâts et blessé près d'un millier de personnes.
- Le cratère de Chicxulub est, d'après la majorité des scientifiques, un cratère provoqué par la chute d'une météorite de près de 10 kilomètres de diamètre qui se serait abattue sur la Terre il y a environ 65 millions d'années (c'est-à-dire à la fin du Crétacé) et qui serait à la source d'une extinction massive d'espèces (dont les fameux dinosaures), appelée extinction KT.

## Catastrophes d'origine humaine

### Industrielles

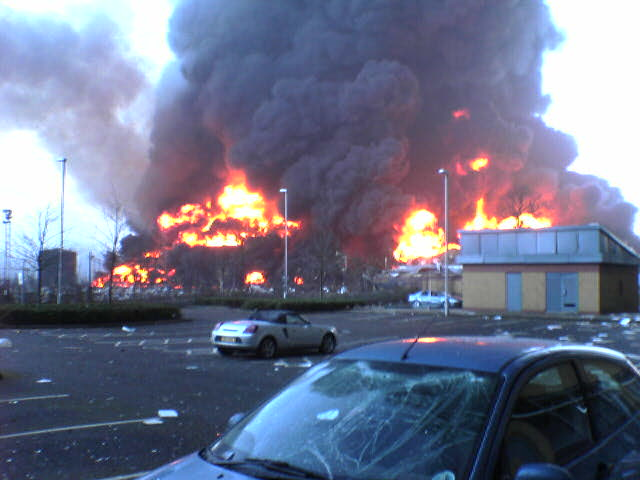
La catastrophe de Buncefield en 2005 au Royaume-Uni : embrasement dans un terminal de stockage pétrolier.

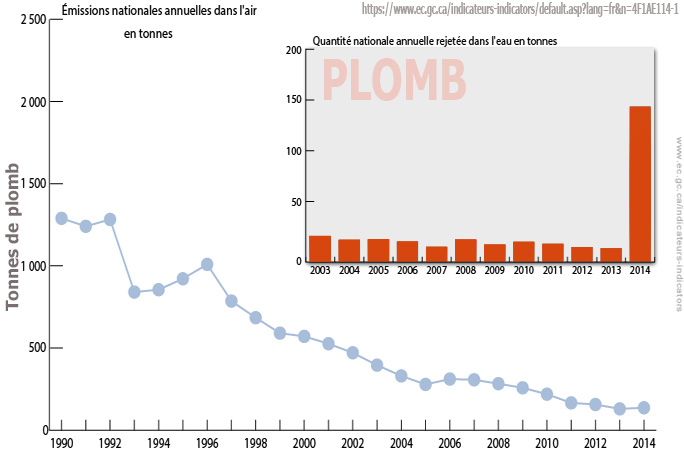
Effet de la catastrophe du Mount Polley (rupture de digue de confinement de boues minières polluées) ici en termes d'émission de plomb dans l'eau (à droite en rouge) pour tout le Canada, de 1990 à 2004 (avec comparaison pour les émissions dans l'air, à gauche.

Une catastrophe industrielle est liée à un accident dans une des phases de la production industrielle, dans l'exploitation minière ou durant le transport de cette production, notamment le transport de pétrole, qui a occasionné de nombreuses marées noires. Outre, la directive Seveso en Europe, il existe, en France, un statut juridique précis couvert par la Garantie des catastrophes technologiques : un accident dans une installation dangereuse et plus de 500 logements rendus inhabitables instaurent la publication au Journal officiel d'un arrêté constatant l'état de « catastrophe technologique » et donnent droit à une indemnisation collective sans que chaque victime ait à faire les démarches individuellement.

#### Nucléaires
Parmi les catastrophes industrielles survenues dans le domaine de la production d'énergie nucléaire, on peut citer la catastrophe nucléaire de Tchernobyl, connue pour son impact environnemental et humain, et dans une moindre mesure l'accident nucléaire de Three Mile Island car ce dernier a marqué l'opinion et fait adopter de plus grandes mesures de prudence. Les bombardements nucléaires, en temps de guerre, sont repris dans les catastrophes militaires. En termes d'accident nucléaire, nous pouvons aussi citer l'accident nucléaire de Fukushima au Japon, qui fait partie des conséquences du tsunami engendré par le séisme du 11 mars 2011, de magnitude 9.0.

### Transports de personnes
L'utilisation de moyens de transport de passagers s'est développée et ceux-ci peuvent être d'importante capacité. Lorsqu'un accident ou un attentat survient, les conséquences humaines peuvent être dramatiques avec de nombreux morts.
Selon le moyen de transport touché, on parle de catastrophe aérienne, catastrophe ferroviaire ou catastrophe maritime. Il n'existe toutefois pas de terme particulier pour désigner une catastrophe de funiculaire ou de télécabine. Les accidents de la route ne sont généralement pas comptés comme des catastrophes, sauf en cas de circonstances particulières (par exemple, lors d'un carambolage ou d'un accident d'autocar particulièrement grave).

### Militaires

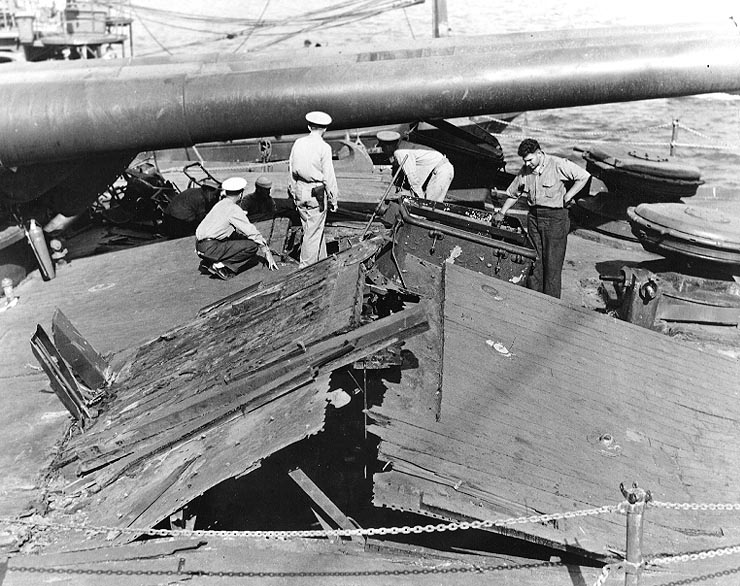
La catastrophe militaire du 7 décembre 1941 a profondément changé la perception stratégique globale de l'amirauté des États-Unis. Cette défaite par surprise a provoqué une telle réaction que d'aucuns l'identifient rétrospectivement comme une victoire à la Pyrrhus, voire comme la plus grande défaite japonaise de la guerre.

Il peut être considéré que toutes les guerres sont par essence des catastrophes, par la mort et la désolation qu'elles impliquent. Les pertes humaines sont nombreuses, voire gigantesques, généralement au sein des populations civiles (avec une courte exception européenne entre la fin de la guerre de Trente Ans et la Seconde Guerre mondiale). L'objet du présent paragraphe n'est pas de recenser les innombrables guerres de l'histoire humaine, mais plutôt de s'intéresser aux catastrophes ayant eu pour origine le fait militaire, en temps de guerre comme en temps de paix, et remarquables par leur particularité ou leur impact à la fois sur les populations et sur l'environnement.

#### Inondations d'origine militaire
La rupture délibérée de barrages et de digues est une tactique attestée pour arrêter l'avance de l'adversaire ou lui causer des dommages humains et matériels. On peut citer:
- 1672 : inondation volontaire de la Hollande pour arrêter l'avance française pendant la guerre de Hollande.
- 1914 : inondation volontaire des terres de Flandre par le fleuve Yser pour arrêter les troupes allemandes sur le sol belge au cours de la bataille de l'Yser.
- 1938 : rupture des digues du Huang He par l'armée nationaliste chinoise pendant la guerre sino-japonaise pour tenter de ralentir l'invasion japonaise.
- 1944 : inondation délibérée par les Allemands des terres basses, spécialement aux Pays-Bas, le long du Mur de l'Atlantique.
- 1967-1969 : bombardement des digues du Nord-Viêt Nam par l'aviation américaine, dans le but d'inonder le delta du fleuve Rouge et de ruiner son agriculture.
- 1993 : les milices serbes de Bosnie-Herzégovine tentent de faire sauter le barrage du lac de Peruća sur la rivière Cetina, ce qui aurait pu causer la mort de plusieurs milliers de civils bosniaques et croates. Malgré l'usage de 30 à 37 tonnes d'explosifs, cette tentative est un échec[12].

#### Autres catastrophes d'origine militaire
- 1945 :  Les bombardements atomiques d'Hiroshima et de Nagasaki, les 6 et 9 août 1945 par les États-Unis, tuèrent des dizaines de milliers de civils.

- 1967-1971 : usage massif du défoliant par l'aviation des États-Unis pour détruire les forêts du Sud-Viêt Nam afin de réduire la guérilla du Viêt Cong.
- 1991 : pendant la guerre du Golfe, l'armée irakienne au Koweït met le feu à 732 puits de pétrole, déverse 20 millions de tonnes de pétrole dans le sol et 800 000 tonnes dans le golfe Persique.

#### Les catastrophes et ledroit international humanitaire
Selon les conventions de Genève, protocole additionnel I, 1977, la destruction d'ouvrages civils tels que barrages, digues, centrales nucléaires est interdite et constitue un crime de guerre si elle est de nature à causer des pertes sévères à la population civile, ou des dommages graves aux biens civils. Le statut de la Cour pénale internationale y ajoute les dommages graves et durables à l'environnement naturel. Le principe de proportionnalité ne tolère de telles attaques que si l'avantage militaire « concret et direct » en est nettement supérieur à leurs inconvénients pour les populations civiles et l'environnement. Selon l'article 11 de la Convention relative aux droits des personnes handicapées, les États prennent, conformément aux obligations qui leur incombent en vertu du droit international, notamment le droit international humanitaire et le droit international des droits de l'homme, toutes mesures nécessaires pour assure la protection et la sûreté des personnes handicapées dans les situations de risque, y compris les conflits armés, les crises humanitaires et les catastrophes naturelles. Le Bureau de la coordination des affaires humanitaires des Nations unies intervient dans les pays en crise pour secourir les populations victimes de guerres ou de catastrophes naturelles ; en août 2022, il estime que 303 millions de personnes dans le monde ont besoin de l'aide humanitaire internationale mais que les dons des États membres ne couvrent qu'un tiers des fonds nécesaires.

### Catastrophes écologiques
Thèmes non exhaustifs : la fonte de la calotte glaciaire due au réchauffement climatique, la perte de la biodiversité avec la disparition de milliers d'espèces de végétaux et d'animaux, le trou de la couche d'ozone.

## Effets des catastrophes sur l'humain
Selon les cas et les contextes les effets varient de la disparition d'une civilisation ou des peuplements humains plus ou moins localement et plus ou moins durablement, jusqu'à la résilience rapide. 
Les anthropologues et sociologues étudient les effets sociaux économiques directs et indirects, immédiats ou différés des catastrophes ,.

## Prévention des catastrophes, réduction des risques, résilience

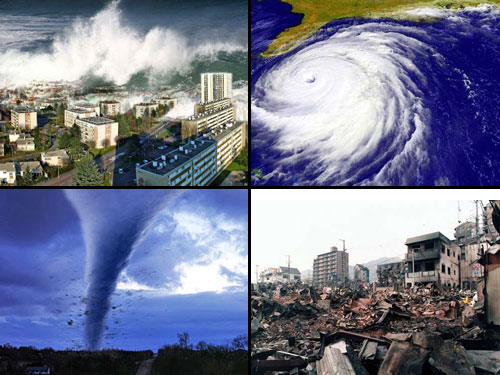
La double crise mondiale de la biodiversité et du climat est une source de risque accru de catastrophes plus nombreuses, plus graves et plus coûteuses, jugée préoccupante par l'ONU qui a produit une stratégie

Outre le caractère plus ou moins fortuit et aléatoire des catastrophes, l'analyse a montré que des vulnérabilités locales accentuent l'impact de celles-ci. Ces vulnérabilités sont géographiques (contexte géologique et configuration du relief et pluies torrentielles exposant par exemple aux risques de séisme, coulée de boue ou tsunami), démographiques (densité de population), urbanistiques et sociales (pauvreté, culture du risque ou impréparation)... entre autres. Une démarche volontariste et communautaire est favorisée par des gouvernements et des grandes organisations humanitaires pour atténuer l'impact physique, économique et moral des catastrophes de tous types.
Monde : Pour notamment faire face aux effets attendus des deux grandes crises mondiales de la biodiversité et du climat, il existe, sous l'égide de l'ONU (qui a mis en place une stratégie dédiée : United Nations International Strategy for Disaster Reduction), et dans le cadre d’action de SENDAI, de l’Agenda du développement durable pour 2030 et de l’Accord de Paris sur le climat un forum multi-acteur lancé à Genève, les 5-7 Juin 2007, dit Plateforme mondiale pour la réduction des risques de catastrophes (Global Platform for Disaster Risk Reduction), qui a tenu sa 6e conférence  à Genève, avec près de 5 000 personnes (secteurs publics et privés, chercheurs, acteurs de la prévention qui ont pu travailler sur les questions de systèmes d'alerte précoce (cible prioritaire du cadre d’action de SENDAI) dont l’initiative CREWS (Climate risk and early warning systems, lancée par la France avec l’appui de l’UNDRR, de l’OMM et de la Banque mondiale) fait partie. CREWS vise à aider les pays les plus vulnérables à se doter de systèmes d’alerte précoce face aux effets du changement climatique. Un des sujets délicats est celui des réfugiés climatiques et des déplacements de population (en 2019, chaque seconde une personne est déplacée ou doit se déplacer à cause d'une catastrophe ; la plateforme a produit un guide pour la série « Words into action » sur l’application du cadre de SENDAI aux questions relatives aux populations déplacées.
En France, afin de renforcer cette volonté commune de prévention, le ReNass (Réseau national de sécurité sismique) aide et prévient les gouvernements afin de prendre les mesures adéquates prévention et le ministère chargé de l'environnement, l'AFD, l'ONERC, Météo France et bien d'autres acteurs travaillent à la prévention des catastrophes climatiques ainsi qu'aux conditions d'une meilleure résilience territoriale (via les PCAET par exemple qui doivent contenir un volet adaptation).

#### Listes
- Listes de catastrophes naturelles : 2008, 2009, 2010, 2011 et 2012
- Liste des catastrophes naturelles les plus meurtrières depuis l'Antiquité
- Liste de défaillances structurelles et d'effondrements
- Liste de désastres (en)
- Liste de massacres (zh)